# NFL Draft 2020
Der NFL Draft 2020 war der 85. Auswahlprozess neuer Spieler (Draft) im American Football für die Saison 2020 der National Football League (NFL). Der Draft fand vom 23. bis zum 25. April 2020 statt und sollte ursprünglich in Paradise, Nevada, einem Vorort von Las Vegas, abgehalten werden. Aufgrund der COVID-19-Pandemie in den Vereinigten Staaten fand die Veranstaltung lediglich über Video und Telefon aus dem Keller von Commissioner Roger Goodell statt. Als schlechtestes Team der Saison 2019 besaßen die Cincinnati Bengals das Recht, als erste Mannschaft einen Spieler auszuwählen. Als Gesamtersten wählten die Bengals Quarterback Joe Burrow von der Louisiana State University.

## Vergabeprozess
Der Gastgeber für den NFL Draft 2020 wurde ebenso wie der Gastgeber für 2019 unter den Städten Cleveland/Canton, Denver, Kansas City, Las Vegas und Nashville ausgewählt. Nachdem Nashville den Zuschlag für 2019 bekommen hatte, wurde der Gastgeber 2020 unter den verbleibenden vier Städten ausgewählt. Am 12. Dezember 2018 gab die NFL bekannt, dass der Draft 2020 in Las Vegas stattfinden soll.
Die Hauptbühne der Veranstaltung sollte vor dem Caesars Forum stehen. Zudem sollte im künstlichen See vor dem Hotel Bellagio eine schwimmende Bühne aufgebaut werden, auf die die Spieler mit einem Boot gebracht werden sollten. Wegen der COVID-19-Pandemie in den Vereinigten Staaten wurden die ursprünglichen Planungen verworfen. Stattdessen wurde der Draft über das Internet abgehalten. Commissioner Roger Goodell gab die Erst- bis Drittrundenpicks aus seinem Haus in Bronxville, New York, bekannt.

## Underclassmen
Um auswählbar zu sein, müssen die Spieler mindestens seit drei Jahren ihren Highschool-Abschluss gemacht haben. Die Ausschlussfrist für die jüngeren Spieler für den Draft war der 17. Januar 2020. Insgesamt 99 Spieler, die noch für das College spielberechtigt waren, meldeten sich für den Draft an.

## Übertragungen
In den Vereinigten Staaten wurde der Draft ABC, ESPN und NFL Network übertragen. In Deutschland wurde die erste Runde von ProSieben Maxx übertragen und die zweite, sowie die dritte Runde auf ran.de.

## Spielerauswahl

### Runde 1
Die erste Draftrunde fand am 23. April ab 19:00 Uhr Ortszeit (24. April, 02:00 Uhr MESZ) statt.
| Runde | Nr. | Team                 | Spieler               | Position         | College        | Bemerkung                                       |
| ----- | --- | -------------------- | --------------------- | ---------------- | -------------- | ----------------------------------------------- |
| 1     | 1   | Cincinnati Bengals   | Joe Burrow            | Quarterback      | LSU            |                                                 |
| 1     | 2   | Washington Redskins  | Chase Young           | Defensive End    | Ohio State     |                                                 |
| 1     | 3   | Detroit Lions        | Jeff Okudah           | Cornerback       | Ohio State     |                                                 |
| 1     | 4   | New York Giants      | Andrew Thomas         | Offensive Tackle | Georgia        |                                                 |
| 1     | 5   | Miami Dolphins       | Tua Tagovailoa        | Quarterback      | Alabama        |                                                 |
| 1     | 6   | Los Angeles Chargers | Justin Herbert        | Quarterback      | Oregon         |                                                 |
| 1     | 7   | Carolina Panthers    | Derrick Brown         | Defensive Tackle | Auburn         |                                                 |
| 1     | 8   | Arizona Cardinals    | Isaiah Simmons        | Linebacker       | Clemson        |                                                 |
| 1     | 9   | Jacksonville Jaguars | C. J. Henderson       | Cornerback       | Florida        |                                                 |
| 1     | 10  | Cleveland Browns     | Jedrick Wills         | Offensive Tackle | Alabama        |                                                 |
| 1     | 11  | New York Jets        | Mekhi Becton          | Offensive Tackle | Louisville     |                                                 |
| 1     | 12  | Las Vegas Raiders    | Henry Ruggs III       | Wide Receiver    | Alabama        |                                                 |
| 1     | 13  | Tampa Bay Buccaneers | Tristan Wirfs         | Offensive Tackle | Iowa           | Draftrecht von den Colts via 49ers erhalten.    |
| 1     | 14  | San Francisco 49ers  | Javon Kinlaw          | Defensive Tackle | South Carolina | Draftrecht von den Buccaneers erhalten.         |
| 1     | 15  | Denver Broncos       | Jerry Jeudy           | Wide Receiver    | Alabama        |                                                 |
| 1     | 16  | Atlanta Falcons      | A. J. Terrell         | Cornerback       | Clemson        |                                                 |
| 1     | 17  | Dallas Cowboys       | CeeDee Lamb           | Wide Receiver    | Oklahoma       |                                                 |
| 1     | 18  | Miami Dolphins       | Austin Jackson        | Offensive Tackle | USC            | Draftrecht von den Pittsburgh Steelers erhalten |
| 1     | 19  | Las Vegas Raiders    | Damon Arnette         | Cornerback       | Ohio State     | Draftrecht von den Chicago Bears erhalten       |
| 1     | 20  | Jacksonville Jaguars | K'Lavon Chaisson      | Linebacker       | LSU            | Draftrecht von den Los Angeles Rams erhalten    |
| 1     | 21  | Philadelphia Eagles  | Jalen Reagor          | Wide Receiver    | TCU            |                                                 |
| 1     | 22  | Minnesota Vikings    | Justin Jefferson      | Wide Receiver    | LSU            | Draftrecht von den Buffalo Bills erhalten       |
| 1     | 23  | Los Angeles Chargers | Kenneth Murray        | Linebacker       | Oklahoma       | Draftrecht von den Patriots erhalten            |
| 1     | 24  | New Orleans Saints   | Cesar Ruiz            | Center           | Michigan       |                                                 |
| 1     | 25  | San Francisco 49ers  | Brandon Aiyuk         | Wide Receiver    | Arizona State  | Draftrecht von den Minnesota Vikings erhalten   |
| 1     | 26  | Green Bay Packers    | Jordan Love           | Quarterback      | Utah State     | Draftrecht von den Texans via Dolphins erhalten |
| 1     | 27  | Seattle Seahawks     | Jordyn Brooks         | Linebacker       | Texas Tech     |                                                 |
| 1     | 28  | Baltimore Ravens     | Patrick Queen         | Linebacker       | LSU            |                                                 |
| 1     | 29  | Tennessee Titans     | Isaiah Wilson         | Offensive Tackle | Georgia        |                                                 |
| 1     | 30  | Miami Dolphins       | Noah Igbinoghene      | Cornerback       | Auburn         | Draftrecht von den Green Bay Packers erhalten   |
| 1     | 31  | Minnesota Vikings    | Jeff Gladney          | Cornerback       | TCU            | Draftrecht von den San Francisco 49ers erhalten |
| 1     | 32  | Kansas City Chiefs   | Clyde Edwards-Helaire | Runningback      | LSU            |                                                 |

### Runde 2
Die zweite und dritte Draftrunde fanden am 24. April ab 18:00 Uhr Ortszeit (25. April, 01:00 Uhr MESZ) statt.
| Runde | Nr. | Team                 | Spieler              | Position         | College           | Bemerkung                                        |
| ----- | --- | -------------------- | -------------------- | ---------------- | ----------------- | ------------------------------------------------ |
| 2     | 33  | Cincinnati Bengals   | Tee Higgins          | Wide Receiver    | Clemson           |                                                  |
| 2     | 34  | Indianapolis Colts   | Michael Pittman Jr.  | Wide Receiver    | USC               | Draftrecht von den Redskins erhalten             |
| 2     | 35  | Detroit Lions        | D’Andre Swift        | Runningback      | Georgia           |                                                  |
| 2     | 36  | New York Giants      | Xavier McKinney      | Safety           | Alabama           |                                                  |
| 2     | 37  | New England Patriots | Kyle Dugger          | Safety           | Lenoir–Rhyne      | Draftrecht von den Chargers erhalten             |
| 2     | 38  | Carolina Panthers    | Yetur Gross-Matos    | Defensive End    | Penn State        |                                                  |
| 2     | 39  | Miami Dolphins       | Robert Hunt          | Guard            | Louisiana         |                                                  |
| 2     | 40  | Houston Texans       | Ross Blacklock       | Defensive Tackle | TCU               | Draftrecht von den Cardinals erhalten            |
| 2     | 41  | Indianapolis Colts   | Jonathan Taylor      | Runningback      | Wisconsin         | Draftrecht von den Browns erhalten               |
| 2     | 42  | Jacksonville Jaguars | Laviska Shenault     | Wide Receiver    | Colorado          |                                                  |
| 2     | 43  | Chicago Bears        | Cole Kmet            | Tight End        | Notre Dame        | Draftrecht von den Raiders erhalten              |
| 2     | 44  | Cleveland Browns     | Grant Delpit         | Safety           | LSU               | Draftrecht von den Colts erhalten                |
| 2     | 45  | Tampa Bay Buccaneers | Antoine Winfield Jr. | Safety           | Minnesota         |                                                  |
| 2     | 46  | Denver Broncos       | K. J. Hamler         | Wide Receiver    | Penn State        |                                                  |
| 2     | 47  | Atlanta Falcons      | Marlon Davidson      | Defensive End    | Auburn            |                                                  |
| 2     | 48  | Seattle Seahawks     | Darrell Taylor       | Defensive End    | Tennessee         | Draftrecht von den Jets erhalten                 |
| 2     | 49  | Pittsburgh Steelers  | Chase Claypool       | Wide Receiver    | Notre Dame        |                                                  |
| 2     | 50  | Chicago Bears        | Jaylon Johnson       | Cornerback       | Utah              |                                                  |
| 2     | 51  | Dallas Cowboys       | Trevon Diggs         | Cornerback       | Alabama           |                                                  |
| 2     | 52  | Los Angeles Rams     | Cam Akers            | Runningback      | Florida State     |                                                  |
| 2     | 53  | Philadelphia Eagles  | Jalen Hurts          | Quarterback      | Oklahoma          |                                                  |
| 2     | 54  | Buffalo Bills        | A. J. Epenesa        | Defensive End    | Iowa              |                                                  |
| 2     | 55  | Baltimore Ravens     | J. K. Dobbins        | Runningback      | Ohio State        | Draftrecht von den Patriots via Falcons erhalten |
| 2     | 56  | Miami Dolphins       | Raekwon Davis        | Defensive Tackle | Alabama           | Draftrecht von den Saints erhalten               |
| 2     | 57  | Los Angeles Rams     | Van Jefferson        | Wide Receiver    | Florida           | Draftrecht von den Texans erhalten               |
| 2     | 58  | Minnesota Vikings    | Ezra Cleveland       | Offensive Tackle | Boise State       |                                                  |
| 2     | 59  | New York Jets        | Denzel Mims          | Wide Receiver    | Baylor            | Draftrecht von den Seahawks erhalten             |
| 2     | 60  | New England Patriots | Josh Uche            | Linebacker       | Michigan          | Draftrecht von den Ravens erhalten               |
| 2     | 61  | Tennessee Titans     | Kristian Fulton      | Cornerback       | LSU               |                                                  |
| 2     | 62  | Green Bay Packers    | A. J. Dillon         | Runningback      | Boston College    |                                                  |
| 2     | 63  | Kansas City Chiefs   | Willie Gay           | Linebacker       | Mississippi State | Draftrecht von den 49ers erhalten                |
| 2     | 64  | Carolina Panthers    | Jeremy Chinn         | Safety           | Southern Illinois | Draftrecht von den Chiefs via Seahawks erhalten  |

### Runde 3
| Runde | Nr. | Team                 | Spieler           | Position          | College           | Bemerkung                                                   |
| ----- | --- | -------------------- | ----------------- | ----------------- | ----------------- | ----------------------------------------------------------- |
| 3     | 65  | Cincinnati Bengals   | Logan Wilson      | Linebacker        | Wyoming           |                                                             |
| 3     | 66  | Washington Redskins  | Antonio Gibson    | Runningback       | Memphis           |                                                             |
| 3     | 67  | Detroit Lions        | Julian Okwara     | Linebacker        | Notre Dame        |                                                             |
| 3     | 68  | New York Jets        | Ashtyn Davis      | Safety            | California        | Draftrecht von den Giants erhalten                          |
| 3     | 69  | Seattle Seahawks     | Damien Lewis      | Guard             | LSU               | Draftrecht von den Panthers erhalten                        |
| 3     | 70  | Miami Dolphins       | Brandon Jones     | Safety            | Texas             |                                                             |
| 3     | 71  | Baltimore Ravens     | Justin Madubuike  | Defensive Tackle  | Texas A&M         | Draftrecht von den Chargers via Patriots erhalten           |
| 3     | 72  | Arizona Cardinals    | Josh Jones        | Offensive Tackle  | Houston           |                                                             |
| 3     | 73  | Jacksonville Jaguars | Davon Hamilton    | Defensive Tackle  | Ohio State        |                                                             |
| 3     | 74  | New Orleans Saints   | Zack Baun         | Linebacker        | Wisconsin         | Draftrecht von den Browns erhalten                          |
| 3     | 75  | Detroit Lions        | Jonah Jackson     | Guard             | Ohio State        | Draftrecht von den Colts erhalten                           |
| 3     | 76  | Tampa Bay Buccaneers | Ke'Shawn Vaughn   | Runningback       | Vanderbilt        |                                                             |
| 3     | 77  | Denver Broncos       | Michael Ojemudia  | Cornerback        | Iowa              |                                                             |
| 3     | 78  | Atlanta Falcons      | Matt Hennessy     | Center            | Temple            |                                                             |
| 3     | 79  | New York Jets        | Jabari Zuniga     | Defensive End     | Florida           |                                                             |
| 3     | 80  | Las Vegas Raiders    | Lynn Bowden       | Wide Receiver     | Kentucky          |                                                             |
| 3     | 81  | Las Vegas Raiders    | Bryan Edwards     | Wide Receiver     | South Carolina    | Draftrecht von den Bears erhalten                           |
| 3     | 82  | Dallas Cowboys       | Neville Gallimore | Defensive Tackle  | Oklahoma          |                                                             |
| 3     | 83  | Denver Broncos       | Lloyd Cushenberry | Center            | LSU               | Draftrecht von den Steelers erhalten                        |
| 3     | 84  | Los Angeles Rams     | Terrell Lewis     | Linebacker        | Alabama           |                                                             |
| 3     | 85  | Indianapolis Colts   | Julian Blackmon   | Safety            | Utah              | Draftrecht von den Eagles via Lions erhalten                |
| 3     | 86  | Buffalo Bills        | Zack Moss         | Runningback       | Utah              |                                                             |
| 3     | 87  | New England Patriots | Anfernee Jennings | Linebacker        | Alabama           |                                                             |
| 3     | 88  | Cleveland Browns     | Jordan Elliott    | Defensive Tackles | Missouri          | Draftrecht von den Saints erhalten                          |
| 3     | 89  | Minnesota Vikings    | Cameron Dantzler  | Cornerback        | Mississippi State |                                                             |
| 3     | 90  | Houston Texans       | Jonathan Greenard | Linebacker        | Florida           |                                                             |
| 3     | 91  | New England Patriots | Devin Asiasi      | Tight End         | UCLA              | Draftrecht von den Seahawks via Texans und Raiders erhalten |
| 3     | 92  | Baltimore Ravens     | Devin Duvernay    | Wide Receiver     | Texas             |                                                             |
| 3     | 93  | Tennessee Titans     | Darrynton Evans   | Runningback       | Appalachian State |                                                             |
| 3     | 94  | Green Bay Packers    | Josiah Deguara    | Tight End         | Cincinnati        |                                                             |
| 3     | 95  | Denver Broncos       | McTelvin Agim     | Defensive Tackle  | Arkansas          | Draftrecht von den 49ers erhalten                           |
| 3     | 96  | Kansas City Chiefs   | Lucas Niang       | Offensive Tackle  | TCU               |                                                             |
| 3     | 97  | Cleveland Browns     | Jacob Phillips    | Linebacker        | LSU               | Draftrecht von den Texans erhalten                          |
| 3     | 98  | Baltimore Ravens     | Malik Harrison    | Linebacker        | Ohio State        | Draftrecht von den Patriots erhalten                        |
| 3     | 99  | New York Giants      | Matt Peart        | Offensive Tackle  | UConn             |                                                             |
| 3     | 100 | Las Vegas Raiders    | Tanner Muse       | Linebacker        | Clemson           | Draftrecht von den Patriots erhalten                        |
| 3     | 101 | New England Patriots | Dalton Keene      | Tight End         | Virginia Tech     | Draftrecht von den Seahawks via Jets erhalten               |
| 3     | 102 | Pittsburgh Steelers  | Alex Highsmith    | Linebacker        | Charlotte         |                                                             |
| 3     | 103 | Philadelphia Eagles  | Davion Taylor     | Linebacker        | Colorado          |                                                             |
| 3     | 104 | Los Angeles Rams     | Terrell Burgess   | Safety            | Utah              |                                                             |
| 3     | 105 | New Orleans Saints   | Adam Trautman     | Tight End         | Dayton            | Draftrecht von den Vikings erhalten                         |
| 3     | 106 | Baltimore Ravens     | Tyre Phillips     | Guard             | Mississippi State |                                                             |

Die Nummern 97 bis 106 sind Compensatory Picks.

### Runde 4
| Runde | Nr. | Team                 | Spieler               | Position          | College           | Bemerkung                                                    |
| ----- | --- | -------------------- | --------------------- | ----------------- | ----------------- | ------------------------------------------------------------ |
| 4     | 107 | Cincinnati Bengals   | Akeem Davis-Gaither   | Linebacker        | Appalachian State |                                                              |
| 4     | 108 | Washington Redskins  | Saahdiq Charles       | Offensive Tackle  | LSU               |                                                              |
| 4     | 109 | Las Vegas Raiders    | John Simpson          | Guard             | Clemson           | Draftrecht von den Lions erhalten                            |
| 4     | 110 | New York Giants      | Darnay Holmes         | Cornerback        | UCLA              |                                                              |
| 4     | 111 | Miami Dolphins       | Solomon Kindley       | Guard             | Georgia           | Draftrecht von den Dolphins via Texans erhalten              |
| 4     | 112 | Los Angeles Chargers | Joshua Kelley         | Runningback       | UCLA              |                                                              |
| 4     | 113 | Carolina Panthers    | Troy Pride            | Cornerback        | Notre Dame        |                                                              |
| 4     | 114 | Arizona Cardinals    | Leki Fotu             | Defensive Tackle  | Utah              |                                                              |
| 4     | 115 | Cleveland Browns     | Harrison Bryant       | Tight End         | Florida Atlantic  |                                                              |
| 4     | 116 | Jacksonville Jaguars | Ben Bartch            | Offensive Tackles | St. John’s (MN)   |                                                              |
| 4     | 117 | Minnesota Vikings    | D. J. Wonnum          | Defensive End     | South Carolina    | Draftrecht von den Buccaneers via 49ers erhalten             |
| 4     | 118 | Denver Broncos       | Albert Okwuegbunam    | Tight End         | Missouri          |                                                              |
| 4     | 119 | Atlanta Falcons      | Mykal Walker          | Linebacker        | Fresno State      |                                                              |
| 4     | 120 | New York Jets        | La’Mical Perine       | Runningback       | Florida           |                                                              |
| 4     | 121 | Detroit Lions        | Logan Stenberg        | Guard             | Kentucky          | Draftrecht von den Raiders erhalten                          |
| 4     | 122 | Indianapolis Colts   | Jacob Eason           | Quarterback       | Washington        |                                                              |
| 4     | 123 | Dallas Cowboys       | Reggie Robinson       | Cornerback        | Tulsa             |                                                              |
| 4     | 124 | Pittsburgh Steelers  | Anthony McFarland Jr. | Running Back      | Maryland          |                                                              |
| 4     | 125 | Cincinnati Bengals   | Renell Wren           | Defensive Tackle  | Arizona State     | Draftrecht von den Texans via Broncos erhalten               |
| 4     | 126 | Houston Texans       | Charlie Heck          | Offensive Tackle  | North Carolina    | Draftrecht von den Rams erhalten                             |
| 4     | 127 | Philadelphia Eagles  | K'Von Wallace         | Safety            | Clemson           |                                                              |
| 4     | 128 | Buffalo Bills        | Gabriel Davis         | Wide Receiver     | UCF               |                                                              |
| 4     | 129 | New York Jets        | Cameron Clark         | Offensive Tackle  | Charlotte         | Draftrecht von den Patriots via Ravens und Patriots erhalten |
| 4     | 130 | Minnesota Vikings    | James Lynch           | Defensive Tackle  | Baylor            | Draftrecht von den Saints erhalten                           |
| 4     | 131 | Arizona Cardinals    | Rashard Lawrence      | Defensive Tackle  | LSU               | Draftrecht von den Texans erhalten                           |
| 4     | 132 | Minnesota Vikings    | Troy Dye              | Linebacker        | Oregon            |                                                              |
| 4     | 133 | Seattle Seahawks     | Colby Parkinson       | Tight End         | Stanford          |                                                              |
| 4     | 134 | Atlanta Falcons      | Jaylinn Hawkins       | Safety            | California        | Draftrecht von den Ravens erhalten                           |
| 4     | 135 | Pittsburgh Steelers  | Kevin Dotson          | Guard             | Louisiana         | Draftrecht von den Titans via Dolphins erhalten              |
| 4     | 136 | Los Angeles Rams     | Brycen Hopkins        | Tight End         | Purdue            | Draftrecht von den Packers via Dolphins und Texans erhalten  |
| 4     | 137 | Jacksonville Jaguars | Josiah Scott          | Cornerback        | Michigan State    | Draftrecht von den 49ers via Broncos erhalten                |
| 4     | 138 | Kansas City Chiefs   | L'Jarius Sneed        | Safety            | Louisiana Tech    |                                                              |
| 4     | 139 | Las Vegas Raiders    | Amik Robertson        | Cornerback        | Louisiana Tech    | Draftrecht von den Buccaneers via Patriots erhalten          |
| 4     | 140 | Jacksonville Jaguars | Shaquille Quarterman  | Linebacker        | Miami (FL)        | Draftrecht von den Bears erhalten                            |
| 4     | 141 | Houston Texans       | John Reid             | Cornerback        | Penn State        | Draftrecht von den Dolphins erhalten                         |
| 4     | 142 | Washington Redskins  | Antonio Gandy-Golden  | Wide Receiver     | Liberty           |                                                              |
| 4     | 143 | Baltimore Ravens     | Ben Bredeson          | Guard             | Michigan          |                                                              |
| 4     | 144 | Seattle Seahawks     | DeeJay Dallas         | Runningback       | Miami (FL)        |                                                              |
| 4     | 145 | Philadelphia Eagles  | Jack Driscoll         | Guard             | Auburn            |                                                              |
| 4     | 146 | Dallas Cowboys       | Tyler Biadasz         | Center            | Wisconsin         | Draftrecht von den Eagles erhalten                           |

Die Nummern 139 bis 146 sind Compensatory Picks.

### Runde 5
| Runde | Nr. | Team                 | Spieler              | Position         | College          | Bemerkung                                                            |
| ----- | --- | -------------------- | -------------------- | ---------------- | ---------------- | -------------------------------------------------------------------- |
| 5     | 147 | Cincinnati Bengals   | Khalid Kareem        | Defensive End    | Notre Dame       |                                                                      |
| 5     | 148 | Seattle Seahawks     | Alton Robinson       | Defensive End    | Syracuse         | Draftrecht von den Redskins via Panthers erhalten                    |
| 5     | 149 | Indianapolis Colts   | Danny Pinter         | Guard            | Ball State       | Draftrecht von den Lions erhalten                                    |
| 5     | 150 | New York Giants      | Shane Lemieux        | Guard            | Oregon           |                                                                      |
| 5     | 151 | Los Angeles Chargers | Joe Reed             | Wide Receiver    | Virginia         |                                                                      |
| 5     | 152 | Carolina Panthers    | Kenny Robinson       | Safety           | West Virginia    |                                                                      |
| 5     | 153 | San Francisco 49ers  | Colton McKivitz      | Offensive Tackle | West Virginia    | Draftrecht von den Dolphins via Cardinals und Dolphins erhalten      |
| 5     | 154 | Miami Dolphins       | Jason Strowbridge    | Defensive End    | North Carolina   | Draftrecht von den Jaguars via Steelers erhalten                     |
| 5     | 155 | Chicago Bears        | Trevis Gipson        | Linebacker       | Tulsa            | Draftrecht von den Browns via Bills und Vikings erhalten             |
| 5     | 156 | Washington Redskins  | Keith Ismael         | Center           | San Diego State  | Draftrecht von den Broncos via 49ers erhalten                        |
| 5     | 157 | Jacksonville Jaguars | Daniel Thomas        | Safety           | Auburn           | Draftrecht von den Falcons via Ravens erhalten                       |
| 5     | 158 | New York Jets        | Bryce Hall           | Cornerback       | Virginia         |                                                                      |
| 5     | 159 | New England Patriots | Justin Rohrwasser    | Kicker           | Marshall         | Draftrecht von den Raiders erhalten                                  |
| 5     | 160 | Cleveland Browns     | Nick Harris          | Center           | Washington       | Draftrecht von den Colts erhalten                                    |
| 5     | 161 | Tampa Bay Buccaneers | Tyler Johnson        | Wide Receiver    | Minnesota        |                                                                      |
| 5     | 162 | Washington Redskins  | Khaleke Hudson       | Linebacker       | Michigan         | Draftrecht von den Steelers via Seahawks erhalten                    |
| 5     | 163 | Chicago Bears        | Kindle Vildor        | Cornerback       | Georgia Southern |                                                                      |
| 5     | 164 | Miami Dolphins       | Curtis Weaver        | Defensive End    | Boise State      | Draftrecht von den Cowboys via Eagles erhalten                       |
| 5     | 165 | Jacksonville Jaguars | Collin Johnson       | Wide Receiver    | Texas            | Draftrecht von den Rams erhalten                                     |
| 5     | 166 | Detroit Lions        | Quintez Cephus       | Wide Receiver    | Wisconsin        | Draftrecht von den Eagles erhalten                                   |
| 5     | 167 | Buffalo Bills        | Jake Fromm           | Quarterback      | Georgia          |                                                                      |
| 5     | 168 | Philadelphia Eagles  | John Hightower       | Wide Receiver    | Boise State      | Draftrecht von den Patriots erhalten                                 |
| 5     | 169 | Minnesota Vikings    | Harrison Hand        | Cornerback       | Temple           | Draftrecht von den Saints erhalten                                   |
| 5     | 170 | Baltimore Ravens     | Broderick Washington | Defensive Tackle | Texas Tech       | Draftrecht von den Vikings erhalten                                  |
| 5     | 171 | Houston Texans       | Isaiah Coulter       | Wide Receiver    | Rhode Island     |                                                                      |
| 5     | 172 | Detroit Lions        | Jason Huntley        | Runningback      | New Mexico State | Draftrecht von den Seahawks via Lions, Patriots und Raiders erhalten |
| 5     | 173 | Chicago Bears        | Darnell Mooney       | Wide Receiver    | Tulane           | Draftrecht von den Ravens via Rams, Dolphins und Eagles erhalten     |
| 5     | 174 | Tennessee Titans     | Larrell Murchison    | Defensive Tackle | NC State         |                                                                      |
| 5     | 175 | Green Bay Packers    | Kamal Martin         | Linebacker       | Minnesota        |                                                                      |
| 5     | 176 | Minnesota Vikings    | K. J. Osborn         | Wide Receiver    | Miami (FL)       | Draftrecht von den 49ers erhalten                                    |
| 5     | 177 | Kansas City Chiefs   | Michael Danna        | Defensive End    | Michigan         |                                                                      |
| 5     | 178 | Denver Broncos       | Justin Strnad        | Linebacker       | Wake Forest      |                                                                      |
| 5     | 179 | Dallas Cowboys       | Bradlee Anae         | Defensive End    | Utah             |                                                                      |

Die Nummern 178 bis 179 sind Compensatory Picks.

### Runde 6
| Runde | Nr. | Team                 | Spieler               | Position         | College          | Bemerkung                                                  |
| ----- | --- | -------------------- | --------------------- | ---------------- | ---------------- | ---------------------------------------------------------- |
| 6     | 180 | Cincinnati Bengals   | Hakeem Adeniji        | Offensive Tackle | Kansas           |                                                            |
| 6     | 181 | Denver Broncos       | Netane Muti           | Guard            | Fresno State     | Draftrecht von den Redskins erhalten                       |
| 6     | 182 | New England Patriots | Michael Onwenu        | Guard            | Michigan         | Draftrecht von den Lions via Colts erhalten                |
| 6     | 183 | New York Giants      | Cam Brown             | Linebacker       | Penn State       |                                                            |
| 6     | 184 | Carolina Panthers    | Bravvion Roy          | Defensive Tackle | Baylor           |                                                            |
| 6     | 185 | Miami Dolphins       | Blake Ferguson        | Long Snapper     | LSU              |                                                            |
| 6     | 186 | Los Angeles Chargers | Alohi Gilman          | Safety           | Notre Dame       |                                                            |
| 6     | 187 | Cleveland Browns     | Donovan Peoples-Jones | Wide Receiver    | Michigan         | Draftrecht von den Cardinals erhalten                      |
| 6     | 188 | Buffalo Bills        | Tyler Bass            | Kicker           | Georgia Southern | Draftrecht von den Browns erhalten                         |
| 6     | 189 | Jacksonville Jaguars | Jake Luton            | Quarterback      | Oregon State     |                                                            |
| 6     | 190 | San Francisco 49ers  | Charlie Woerner       | Tight End        | Georgia          | Draftrecht von den Falcons via Eagles erhalten             |
| 6     | 191 | New York Jets        | Braden Mann           | Punter           | Texas A&M        |                                                            |
| 6     | 192 | Green Bay Packers    | Jon Runyan Jr.        | Guard            | Michigan         | Draftrecht von den Raiders erhalten                        |
| 6     | 193 | Indianapolis Colts   | Robert Windsor        | Defensive Tackle | Penn State       |                                                            |
| 6     | 194 | Tampa Bay Buccaneers | Khalil Davis          | Defensive Tackle | Nebraska         |                                                            |
| 6     | 195 | New England Patriots | Justin Herron         | Offensive Tackle | Wake Forest      | Draftrecht von den Broncos erhalten                        |
| 6     | 196 | Philadelphia Eagles  | Shaun Bradley         | Linebacker       | Temple           | Draftrecht von den Bears erhalten                          |
| 6     | 197 | Detroit Lions        | John Penisini         | Defensive Tackle | Utah             | Draftrecht von den Cowboys via Dolphins und Colts erhalten |
| 6     | 198 | Pittsburgh Steelers  | Antoine Brooks        | Safety           | Maryland         |                                                            |
| 6     | 199 | Los Angeles Rams     | Jordan Fuller         | Safety           | Ohio State       |                                                            |
| 6     | 200 | Philadelphia Eagles  | Quez Watkins          | Wide Receiver    | Southern Miss    | Draftrecht von den Eagles via Bears erhalten               |
| 6     | 201 | Baltimore Ravens     | James Proche          | Wide Receiver    | SMU              | Draftrecht von den Bills via Vikings erhalten              |
| 6     | 202 | Arizona Cardinals    | Evan Weaver           | Linebacker       | California       | Draftrecht von den Patriots erhalten                       |
| 6     | 203 | Minnesota Vikings    | Blake Brandel         | Offensive Tackle | Oregon State     | Draftrecht von den Saints erhalten                         |
| 6     | 204 | New England Patriots | Cassh Maluia          | Linebacker       | Wyoming          | Draftrecht von den Texans erhalten                         |
| 6     | 205 | Minnesota Vikings    | Josh Metellus         | Safety           | Michigan         |                                                            |
| 6     | 206 | Jacksonville Jaguars | Tyler Davis           | Tight End        | Georgia Tech     | Draftrecht von den Seahawks erhalten                       |
| 6     | 207 | Buffalo Bills        | Isaiah Hodgins        | Wide Receiver    | Oregon State     | Draftrecht von den Ravens via Patriots                     |
| 6     | 208 | Green Bay Packers    | Jake Hanson           | Center           | Oregon           | Draftrecht von den Titans erhalten                         |
| 6     | 209 | Green Bay Packers    | Simon Stepaniak       | Guard            | Indiana          |                                                            |
| 6     | 210 | Philadelphia Eagles  | Prince Tega Wanogho   | Offensive Tackle | Auburn           | Draftrecht von den 49ers erhalten                          |
| 6     | 211 | Indianapolis Colts   | Isaiah Rodgers        | Cornerback       | UMass            | Draftrecht von den Chiefs via Jets erhalten                |
| 6     | 212 | Indianapolis Colts   | Dezmon Patmon         | Wide Receiver    | Washington State | Draftrecht von den Patriots erhalten                       |
| 6     | 213 | Indianapolis Colts   | Jordan Glasgow        | Linebacker       | Michigan         | Draftrecht von den Patriots erhalten                       |
| 6     | 214 | Seattle Seahawks     | Freddie Swain         | Wide Receiver    | Florida          |                                                            |

Die Nummern 212 bis 214 sind Compensatory Picks.

### Runde 7
| Runde | Nr. | Team                 | Spieler                | Position         | College               | Bemerkung                                                   |
| ----- | --- | -------------------- | ---------------------- | ---------------- | --------------------- | ----------------------------------------------------------- |
| 7     | 215 | Cincinnati Bengals   | Markus Bailey          | Linebacker       | Purdue                |                                                             |
| 7     | 216 | Washington Redskins  | Kamren Curl            | Safety           | Arkansas              |                                                             |
| 7     | 217 | San Francisco 49ers  | Jauan Jennings         | Wide Receiver    | Tennessee             | Draftrecht von den Lions erhalten                           |
| 7     | 218 | New York Giants      | Carter Coughlin        | Linebacker       | Minnesota             |                                                             |
| 7     | 219 | Baltimore Ravens     | Geno Stone             | Safety           | Iowa                  | Draftrecht von den Dolphins via Vikings erhalten            |
| 7     | 220 | Los Angeles Chargers | K. J. Hill             | Wide Receiver    | Ohio State            |                                                             |
| 7     | 221 | Carolina Panthers    | Stantley Thomas-Oliver | Cornerback       | Florida International |                                                             |
| 7     | 222 | Arizona Cardinals    | Eno Benjamin           | Runningback      | Arizona State         |                                                             |
| 7     | 223 | Jacksonville Jaguars | Chris Claybrooks       | Cornerback       | Memphis               |                                                             |
| 7     | 224 | Tennessee Titans     | Cole McDonald          | Quarterback      | Hawaii                | Draftrecht von den Browns erhalten                          |
| 7     | 225 | Minnesota Vikings    | Kenny Willekes         | Defensive End    | Michigan State        | Draftrecht von den Jets via Ravens erhalten                 |
| 7     | 226 | Chicago Bears        | Arlington Hambright    | Guard            | Colorado              | Draftrecht von den Raiders erhalten                         |
| 7     | 227 | Chicago Bears        | Lachavious Simmons     | Offensive Tackle | Tennessee State       | Draftrecht von den Colts via Dolphins und Eagles erhalten   |
| 7     | 228 | Atlanta Falcons      | Sterling Hofrichter    | Punter           | Syracuse              | Draftrecht von den Buccaneers via Eagles erhalten           |
| 7     | 229 | Washington Redskins  | James Smith-Williams   | Defensive End    | NC State              | Draftrecht von den Broncos erhalten                         |
| 7     | 230 | New England Patriots | Dustin Woodard         | Center           | Memphis               | Draftrecht von den Falcons erhalten                         |
| 7     | 231 | Dallas Cowboys       | Ben DiNucci            | Quarterback      | James Madison         |                                                             |
| 7     | 232 | Pittsburgh Steelers  | Carlos Davis           | Defensive Tackle | Nebraska              |                                                             |
| 7     | 233 | Philadelphia Eagles  | Casey Toohill          | Linebacker       | Stanford              | Draftrecht von den Bears erhalten                           |
| 7     | 234 | Los Angeles Rams     | Clay Johnston          | Linebacker       | Baylor                |                                                             |
| 7     | 235 | Detroit Lions        | Jashon Cornell         | Defensive Tackle | Ohio State            | Draftrecht von den Eagles via Patriots erhalten             |
| 7     | 236 | Green Bay Packers    | Vernon Scott           | Safety           | TCU                   | Draftrecht von den Bills via Browns erhalten                |
| 7     | 237 | Kansas City Chiefs   | Thakarius Keyes        | Cornerback       | Tulane                | Draftrecht von den Patriots via Broncos und Titans erhalten |
| 7     | 238 | New York Giants      | T. J. Brunson          | Linebacker       | South Carolina        | Draftrecht von den Saints erhalten                          |
| 7     | 239 | Buffalo Bills        | Dane Jackson           | Cornerback       | Pittsburgh            | Draftrecht von den Vikings erhalten                         |
| 7     | 240 | New Orleans Saints   | Tommy Stevens          | Quarterback      | Mississippi State     | Draftrecht von den Texans erhalten                          |
| 7     | 241 | Tampa Bay Buccaneers | Chapelle Russell       | Linebacker       | Temple                | Draftrecht von den Seahawks erhalten                        |
| 7     | 242 | Green Bay Packers    | Jonathan Garvin        | Defensive End    | Miami (FL)            | Draftrecht von den Ravens erhalten                          |
| 7     | 243 | Tennessee Titans     | Chris Jackson          | Cornerback       | Marshall              |                                                             |
| 7     | 244 | Minnesota Vikings    | Nate Stanley           | Quarterback      | Iowa                  | Draftrecht von den Packers via Browns und Saints erhalten   |
| 7     | 245 | Tampa Bay Buccaneers | Raymond Calais         | Runningback      | Louisiana             | Draftrecht von den 49ers erhalten                           |
| 7     | 246 | Miami Dolphins       | Malcolm Perry          | Runningback      | Navy                  | Draftrecht von den Chiefs erhalten                          |
| 7     | 247 | New York Giants      | Chris Williamson       | Cornerback       | Minnesota             |                                                             |
| 7     | 248 | Los Angeles Rams     | Sam Sloman             | Kicker           | Miami (OH)            | Draftrecht von den Texans erhalten                          |
| 7     | 249 | Minnesota Vikings    | Brian Cole II          | Linebacker       | Mississippi State     |                                                             |
| 7     | 250 | Los Angeles Rams     | Tremayne Anchrum       | Guard            | Clemson               | Draftrecht von den Texans erhalten                          |
| 7     | 251 | Seattle Seahawks     | Stephen Sullivan       | Tight End        | LSU                   | Draftrecht von den Dolphins erhalten                        |
| 7     | 252 | Denver Broncos       | Tyrie Cleveland        | Wide Receiver    | Florida               |                                                             |
| 7     | 253 | Minnesota Vikings    | Kyle Hinton            | Center           | Washburn              |                                                             |
| 7     | 254 | Denver Broncos       | Derrek Tuszka          | Defensive End    | North Dakota State    |                                                             |
| 7     | 255 | New York Giants      | Tae Crowder            | Linebacker       | Georgia               | Mr. Irrelevant                                              |

Die Nummern 247 bis 255 sind Compensatory Picks.

## Trades
1. ↑  Pick 13: Indianapolis → San Francisco → Tampa Bay: Die Colts tauschten ihren Erstrundenpick 2020 gegen Defensive Lineman DeForest Buckner zu den San Francisco 49ers. Die San Francisco 49ers tauschten den Pick anschließend zusammen mit Pick 245 gegen den Erstrundenpick der Tampa Bay Buccaneers und Pick 117.
2. ↑  Pick 14: Tampa Bay → San Francisco: Die Buccaneers tauschten ihren Erstrundenpick und Pick 117 gegen den Erstrundenpick der 49ers und Pick 245.
3. ↑  Pick 18: Pittsburgh → Miami: Die Steelers tauschten ihren Erstrundenpick 2020 gegen Safety Minkah Fitzpatrick.
4. ↑  Pick 19: Chicago → Las Vegas: Die Bears tauschten ihren Erstrundenpick 2020 gegen Linebacker Khalil Mack.
5. ↑  Pick 20: LA Rams → Jacksonville: Die Rams tauschten ihren Erstrundenpick 2020 gegen Cornerback Jalen Ramsey.
6. ↑  Pick 22: Buffalo → Minnesota: Die Bills tauschten ihren Erstrundenpick 2020 gegen Wide Receiver Stefon Diggs.
7. ↑  Pick 23: New England → LA Chargers: Die Patriots tauschten ihren Erstrundenpick gegen Pick 37 und Pick 71.
8. ↑  Pick 25: Minnesota → San Francisco: Die Minnesota Vikings tauschten Pick 25 gegen die Picks 31, 117 und 176.
9. ↑  Pick 26: Houston → Miami → Green Bay: Die Texans tauschten ihren Erstrundenpick 2020 gegen Offensive Tackle Laremy Tunsil. Die Dolphins tauschten Pick 26 anschließend gegen Pick 30 und Pick 136.
10. ↑  Pick 30: Green Bay → Miami: Die Green Bay Packers tauschten Pick 30 und Pick 136 gegen Pick 26.
11. ↑  Pick 31: San Francisco → Minnesota: Die San Francisco 49ers tauschten die Picks 31, 117 und 176 gegen Pick 25.